# Steenbank (schip, 1960)
De Steenbank is een havensleepboot gebouwd in 1960 door Scheepswerven v/h H.H. Bodewes N.V., Millingen aan de Rijn. Met een geïnstalleerd vermogen van 1250 PK is de sleepboot destijds ontworpen voor dienst in de Europoort. Sinds 2016 maakt de sleepboot deel uit van de collectie van Stichting Sleepboothaven Maassluis.

## Geschiedenis
De sleper kwam in de vaart als Steenbank voor L. Smit & Co’s Internationale Sleepdienst Maatschappij N.V., Rotterdam; vanaf 1961 voor de Nieuwe Rotterdamse Sleepdienst N.V., Rotterdam. Vanwege de schaalvergroting in de scheepvaart vanaf de jaren 1960 waren grotere en sterkere sleepboten nodig. Samen met zusterschip Schouwenbank waren de schepen een aanvulling op de vloot kleinere havenslepers die voornamelijk in de Rotterdamse stadshavens opereerden.
In 1972 werd de sleepboot omgedoopt in Astroloog, voor eigenaar Smit Internationale Havensleepdiensten B.V., Rotterdam.
In 1980 werd het schip verkocht aan de Koninklijke Belgische Marine en omgedoopt in Valcke A950. Het schip werd voornamelijk ingezet in de Marinehaven Zeebrugge. Het schip nam in 1987 deel aan de reddingsoperatie bij het kapseizen van de Herald of Free Enterprise. De laatste jaren in Belgische dienst werden onderdelen van de sleepboot Ekster gebruikt om het zusterschip Valcke in de vaart te houden.
Op 4 maart 2016 vertrok de Valcke voor de laatste maal uit Zeebrugge, nadat het was verkocht aan scheepsloperij Treffers in Haarlem.

## Terug in Maassluis
Door bemiddeling van de Stichting Maritiem Erfgoed Maassluis werd de voormalige Europoortsleper in 2016 van de slopershamer gered en is deze vanuit Haarlem naar Maassluis teruggekeerd. Het schip is gerestaureerd in de huisstijl van de Nieuwe Rotterdamse Sleepdienst, en kreeg haar oorspronkelijke naam Steenbank weer terug.

## Fotogalerij

Europoort sleepboot Steenbank
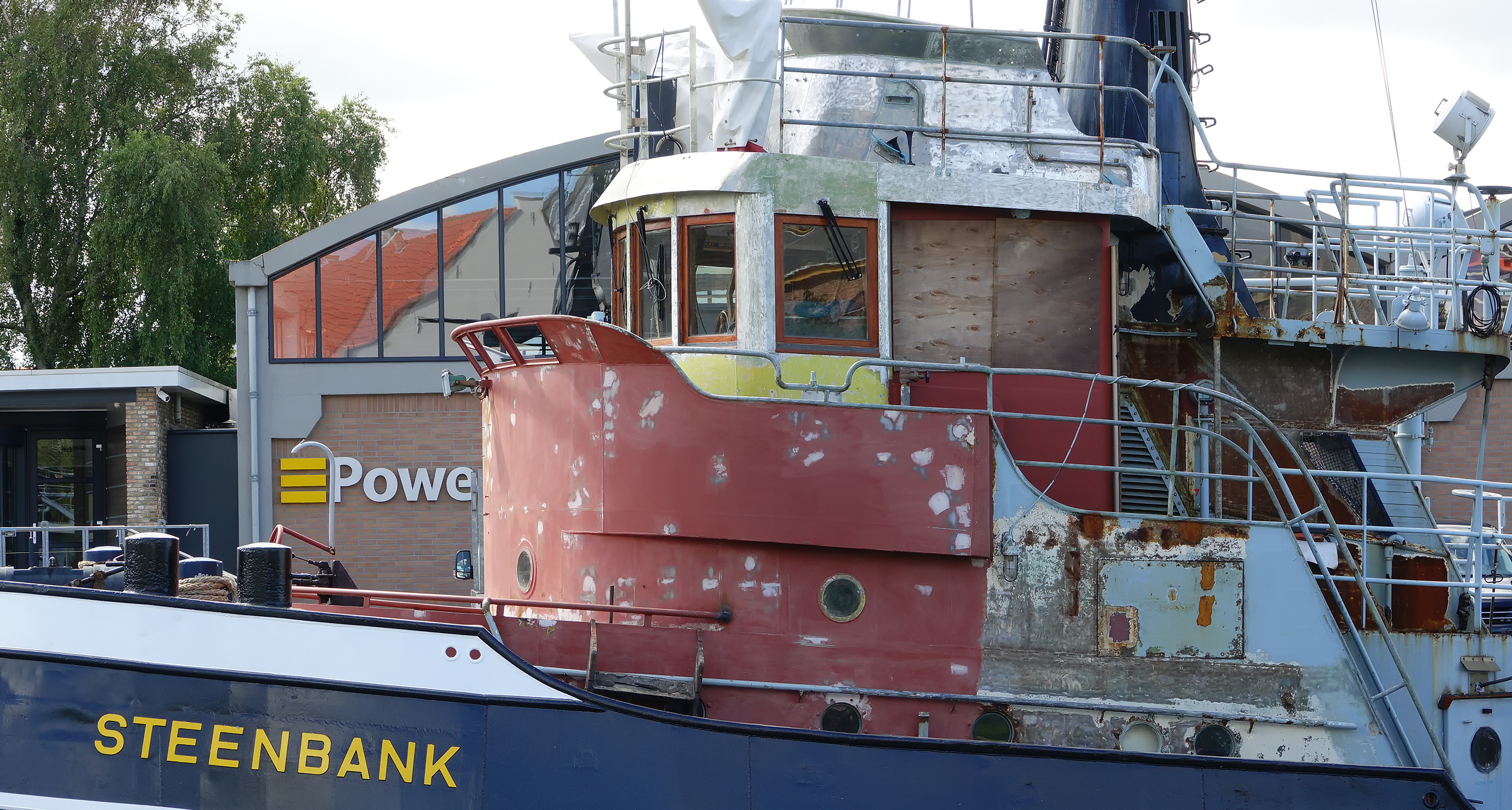
Tijdens de restauratie in 2017
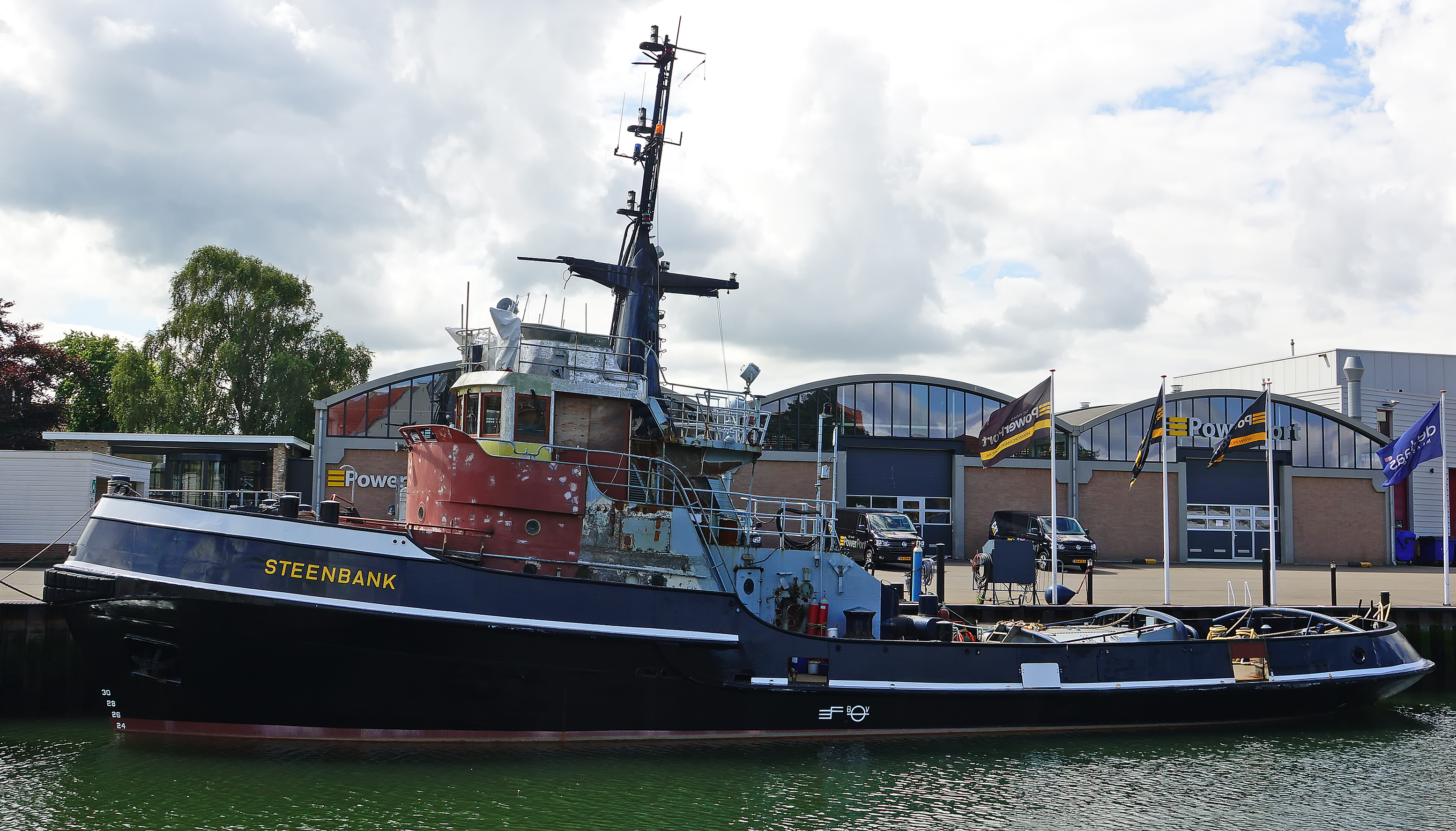
Restauratie te Maassluis
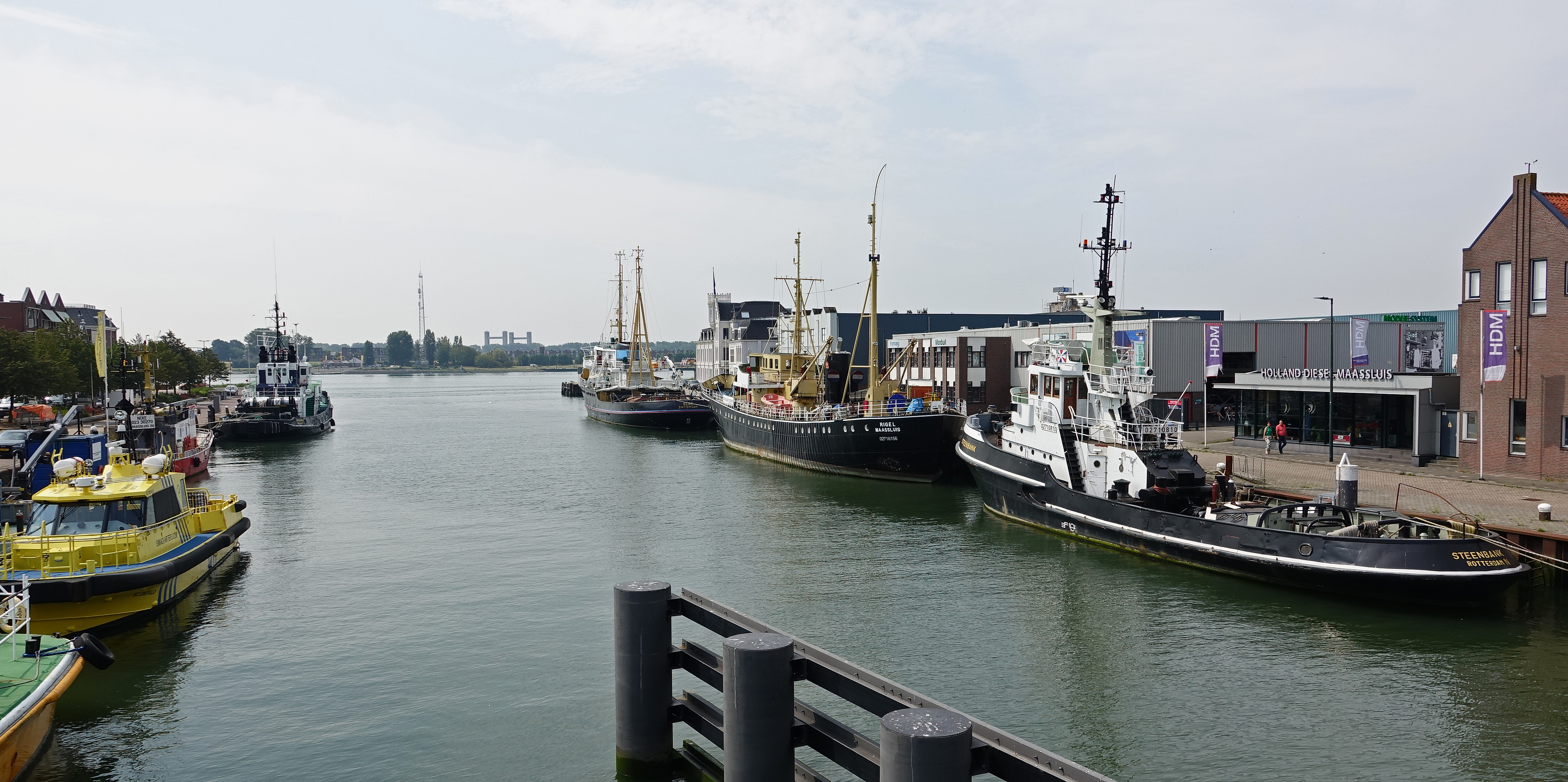
De Steenbank in Sleepboothaven Maassluis, 2020
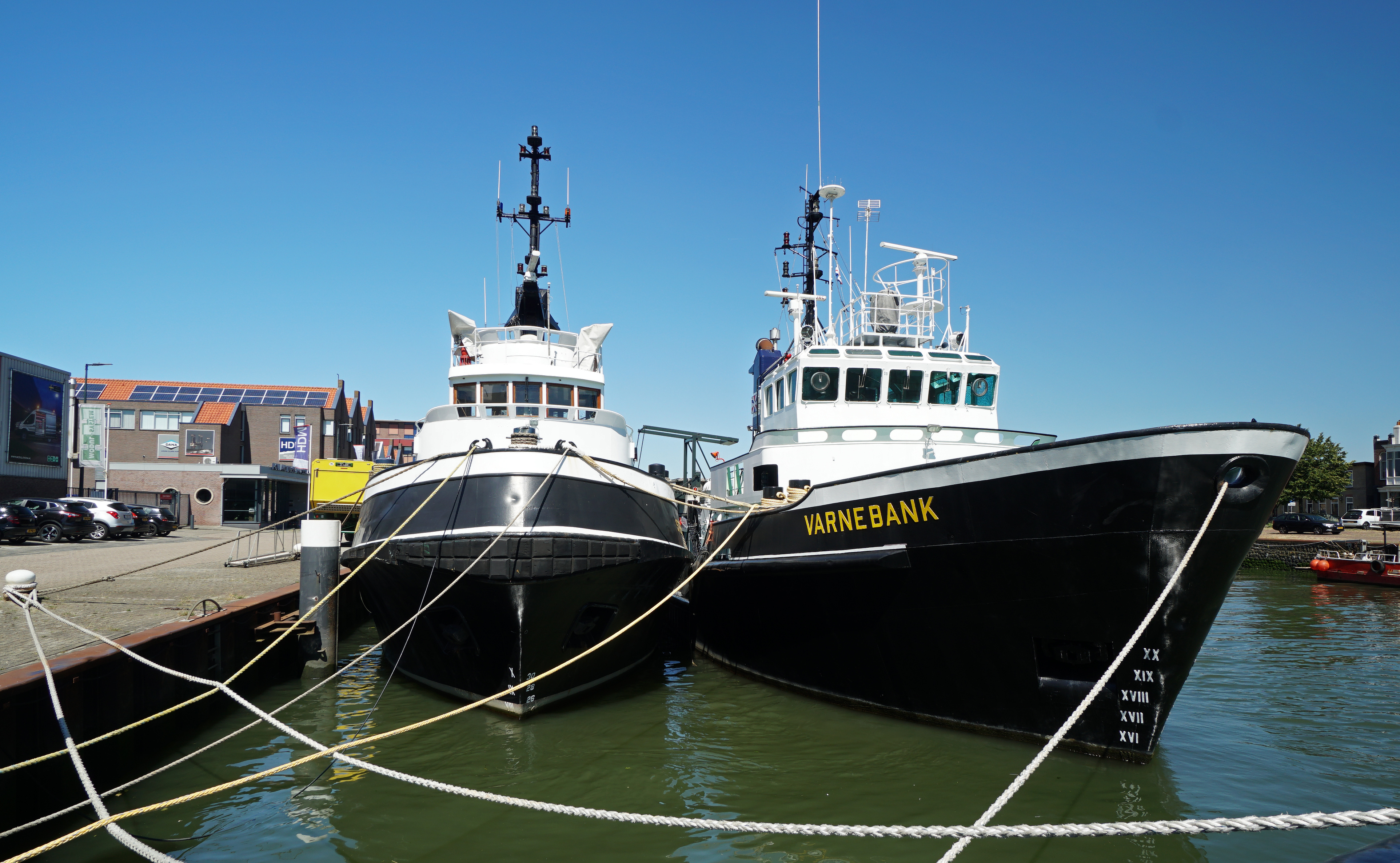
Steenbank en Varnebank
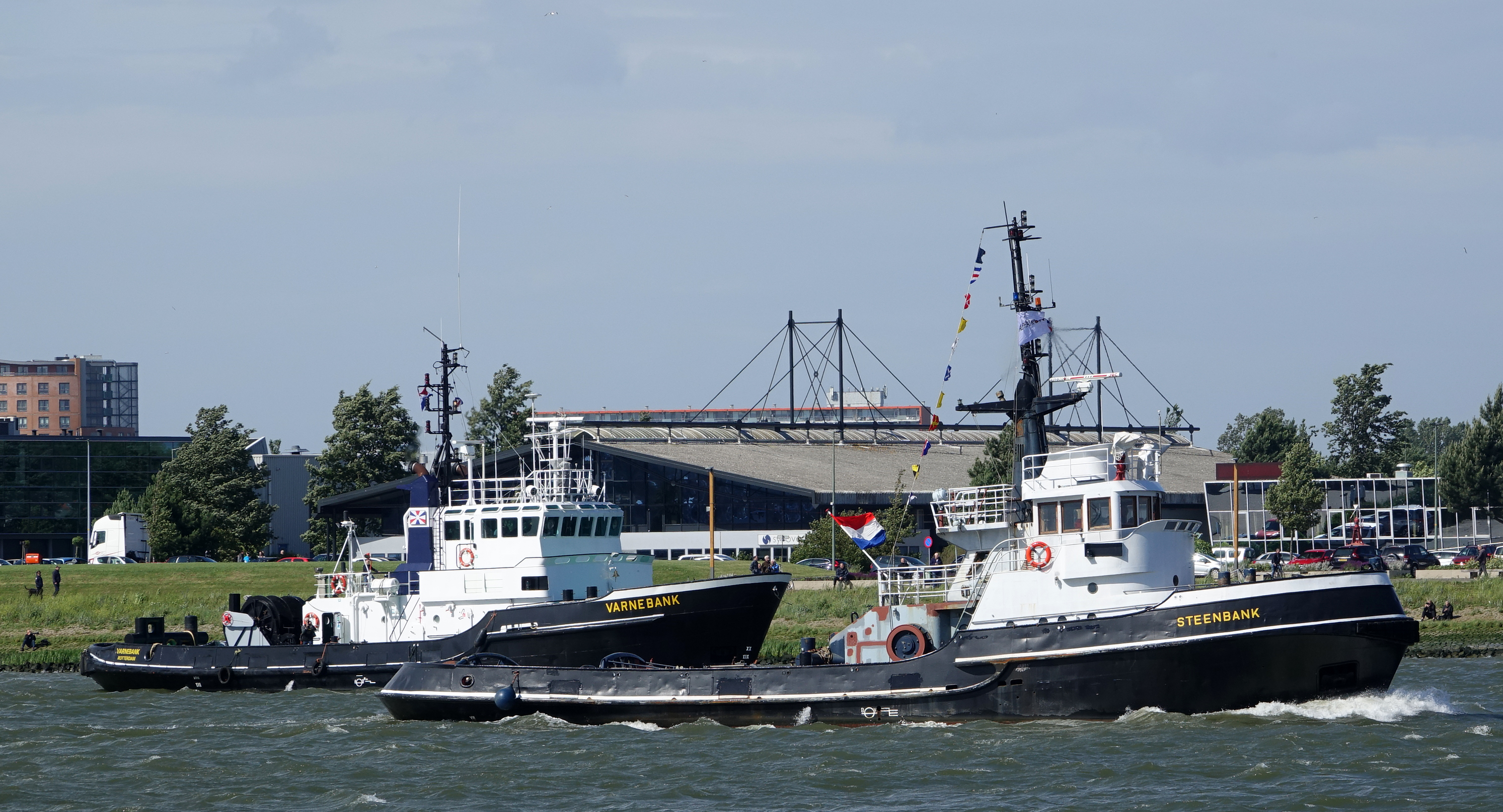
Dag van de zeesleepvaart, 2019